# Otto Sverdrup
Otto Neumann Knoph Sverdrup (31. října 1854, Bindal – 26. listopadu 1930, Sandvika) byl norský námořník, polárník a objevitel. Spolu s Nansenem a Amundsenem patří mezi tři nejvýznamnější norské polárníky.

## Přejezd Grónska
V roce 1888 se Sverdrup a další čtyři muži zúčastnili Nansenovy grónské expedice, během které na lyžích překonali ostrov z východu na západ. Jednalo se o první zdokumentovaný přejezd Grónska v historii.

## Nansenova expedice Fram
V roce 1892 pomáhal Nansenovi při stavbě lodi Fram, která byla určena pro norské polární expedice. Když se Fram vydala v roce 1893 na slavnou Nansenovu expedici na sever, loď byla pod Sverdrupovým velením. Během cesty se Nansen a Johansen oddělili od posádky lodi a pokusili o postup na severní pól. Expedice trvala až do roku 1896 a Sverdrup bezpečně dovedl Fram zpět do Osla.

## Expedice do Kanadského arktického souostroví
V letech 1898–1902 se Sverdrup, opět na palubě lodi Fram, pokusil o obeplutí Grónska. Pokus se nezdařil a posádka přezimovala na Ellesmerově ostrově. V této části světa stále zůstávala bílá místa na mapě a Sverdrup pokračoval v mapování východní části Kanadského arktického souostroví, některé jím objevené ostrovy nesou jeho jméno, Sverdrupovy ostrovy. Expedice měla vědecký charakter, na palubě lodi byl kromě lékaře a kartografa též geolog, botanik a zoolog. Místo plánovaných tří zim se kvůli ledovému sevření zdrželi o jednu zimu déle. Tato Sverdrupova expedice se stala historicky nejúspěšnější polární expedicí co se týče rozlohy zmapovaného území – zmapovala 150 000 km² kanadské Arktidy. Historik vědy William Barr nazývá tuto expedici „jedním z nejpůsobivějších úspěchů, jakého kdy bylo dosaženo v polárním průzkumu“, a Peter Dawes ji považuje za „nejúspěšnější expedici v historii arktického výzkumu“.

## Expedice v Karském moři
Sverdrup se později též zúčastnil dalších polárních výprav. Bylo to ve spolupráci s ruskými expedicemi v Karském moři.

## Galerie

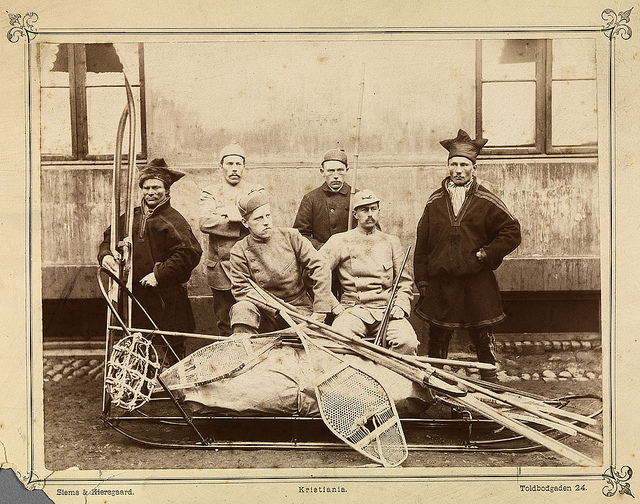
Expedice Grónsko, 1888
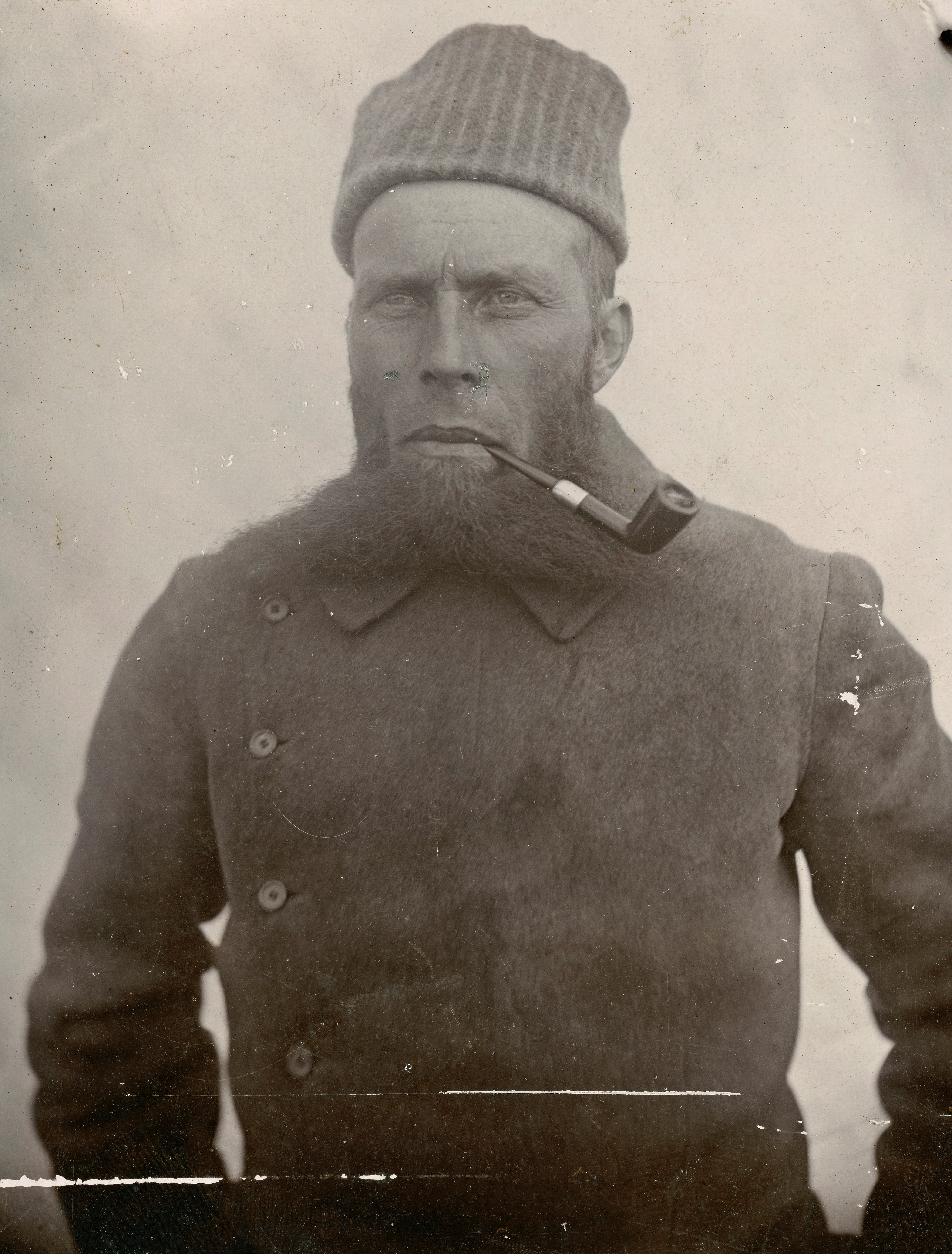
Otto Sverdrup, před 1895
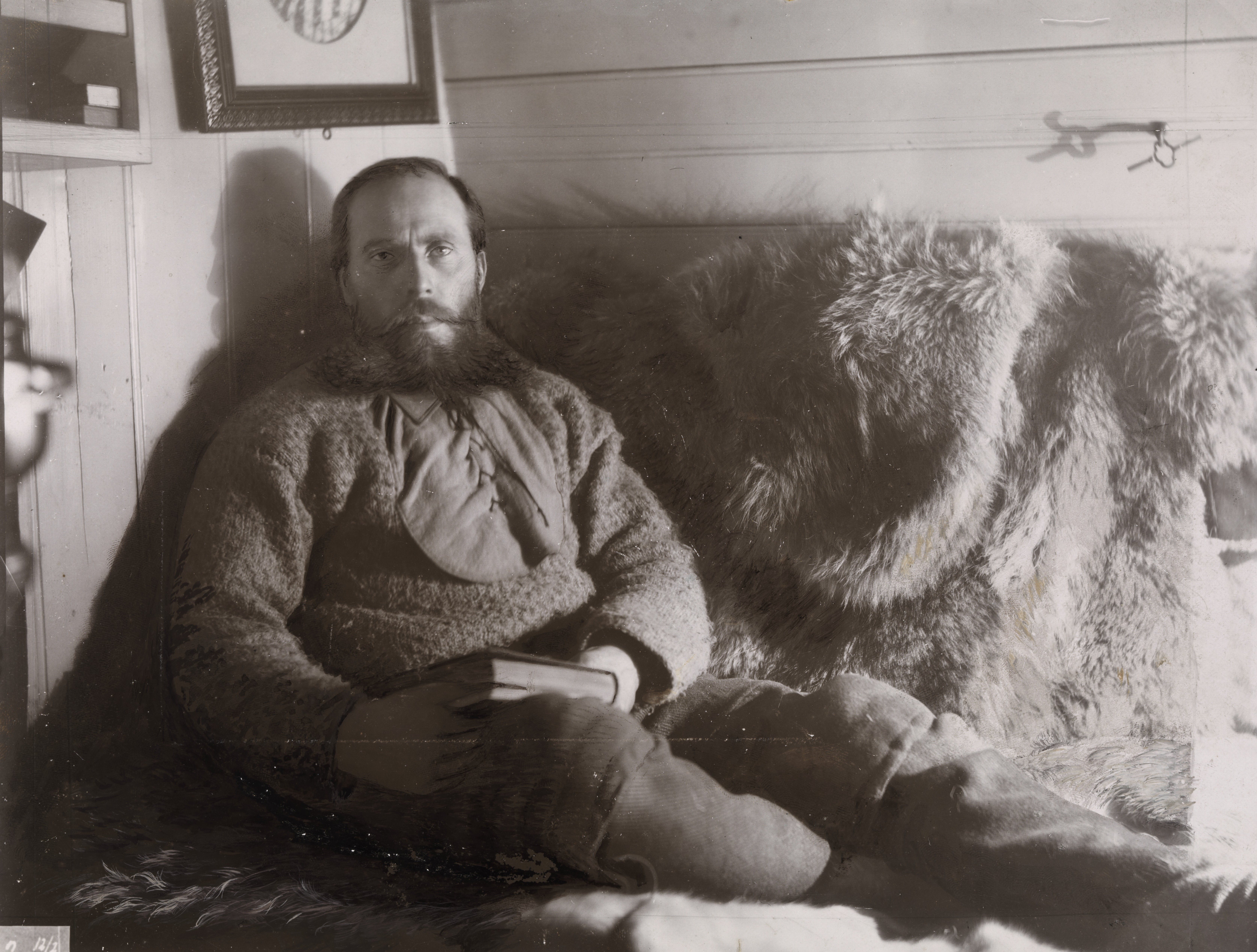
Sverdrup na palubě lodi Fram
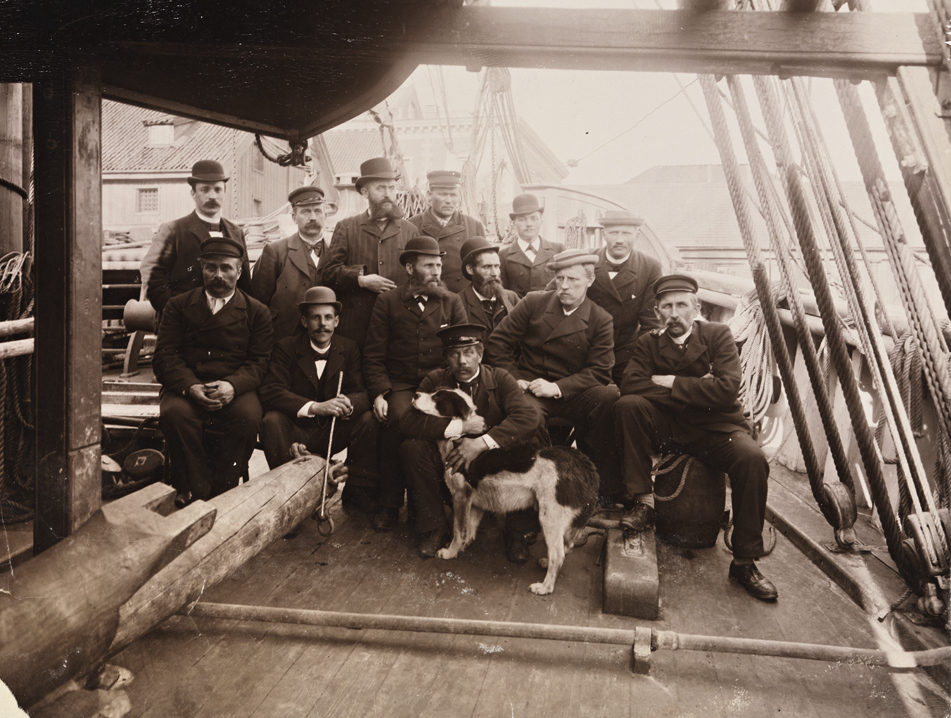
Expedice Fram po návratu, 1896
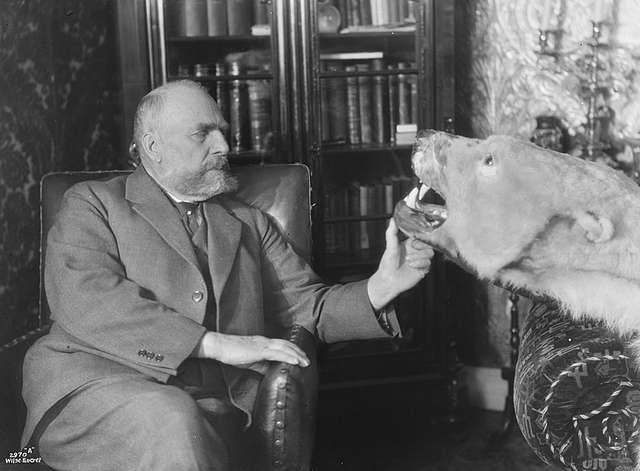
Otto Sverdrup, 1928